# Xot de les Comores
El xot de les Comores (Otus pauliani) és una espècie d'ocell de la família dels estrígids (Strigidae). Habita els boscos de les muntanyes de Grande Comore, a l'arxipèlag de les Comores. El seu estat de conservació es considera en perill d'extinció.